# Andrzeiowskia
- Commons
- Wikispecies

Andrzeiowskia Rchb.  é um género botânico pertencente à família Brassicaceae.

## Sinonímia
- Andrzeiowskya  Rchb. var. ort.

## Espécies
Apresenta uma única espécie:
- Andrzeiowskia cardamine Rchb.